# Erika Gregor
Erika Gregor (* 26. Mai 1934) ist eine deutsche Kinobetreiberin, Filmkuratorin und Herausgeberin. Als Mitbegründerin der Freunde der Deutschen Kinemathek, als Mitgründerin des Berliner Programmkinos Arsenal, als Mitinitiatorin des Internationalen Forums des Jungen Films der Berlinale sowie als jahrzehntelange Programmkuratorin und Mitglied des Auswahlkomitees des Internationalen Forums hat sie in vielfacher Hinsicht den deutschen Film mehr als 50 Jahre mitgeprägt.

## Werdegang
Erika Steinhoff wurde 1934 in Sulingen bei Bremen geboren. Sie wuchs in einer protestantisch geprägten und etwa 3000 Einwohner großen Gemeinde auf. Als junges Mädchen flüchtete sie sich in Bücher auf der Flucht vor ihrem strengen Elternhaus und vor dem Druck von nationalsozialistischen Jugendgruppen. Schon in jungen Jahren war sie der Magie des Kinos verfallen, fand aber erst als Studentin stärker Zugang.
Sie studierte Germanistik, Anglistik, Geschichte und Philosophie an der Georg-August-Universität Göttingen, in London, München und Berlin. An der Freien Universität Berlin lernte sie im Winter 1957 nach einer kontroversen Debatte um den Stummfilmklassiker Menschen am Sonntag ihren späteren Ehemann Ulrich Gregor kennen. Gemeinsam mit ihm war sie 1963 Mitgründerin der Freunde der Deutschen Kinemathek sowie 1970 Mitgründerin des Berliner Programmkinos Arsenal, des ersten nichtkommerziellen Kinos in Deutschland und Vorbildes aller deutschen Kommunalen Kinos. Ab 1963 gab Erika Gregor die Schriftenreihe Kinemathek heraus.
Das Ehepaar Gregor initiierte Ende der 1960er-Jahre das Internationale Forum des Jungen Films, das seit 1971 unter dem Titel Forum Bestandteil der Berlinale ist. Die Gründung des Forums des Jungen Films geht auf die Krise der Berliner Filmfestspiele im Jahr 1970 zurück, als Auseinandersetzungen um die Aufführung von Michael Verhoevens filmischer Vietnamkriegsparabel O.K. zum Abbruch der Filmfestspiele führten. Das 1. Forum fand in eigener Trägerschaft, angegliedert an die Berlinale, im Juli 1971 statt und profilierte sich gegenüber dem Wettbewerb durch ein anderes Filmverständnis sowie durch eigene Kriterien der Auswahl und der Präsentation von Filmen. Erika Gregor war gemeinsam mit Ulrich Gregor bis 2001 30 Jahre lang Leiterin des Forums.
Erika Gregor gehörte zu der Gruppe Studenten, die von 1959 bis 1962 dem Aufruf des AStA der Freien Universität Berlin folgte und die Initiative Ungesühnte Nazijustiz von Reinhard Strecker unterstützte.
Mit ihrem Ehemann Ulrich Gregor, mit dem sie seit 1960 verheiratet ist, hat sie zwei Kinder.

## Ehrungen
- 1989: Verdienstkreuz 1. Klasse der Bundesrepublik Deutschland
- 2003: Verdienstorden des Landes Berlin[5]
- 2010: Goldene Berlinale Kamera
- 2014: Preis der deutschen Filmkritik – Ehrenpreis der 64. Berlinale[7]
- 2016: Preis für herausragende Leistungen im deutschen Film der DEFA-Stiftung
- 2019: Ehrenmitglied der Akademie der Künste[1]

## Sekundärliteratur
- Freunde der Deutschen Kinemathek (Hrsg.): Zwischen Barrikade und Elfenbeinturm. Zur Geschichte des unabhängigen Kinos. 30 Jahre Internationales Forum des Jungen Films, Berlin: Henschel 2000
- Claudia Lenssen, Maike Mia Höhne: Kino, Festival, Archiv - Die Kunst, für gute Filme zu kämpfen: Erika und Ulrich Gregor in Gesprächen und Zeitzeugnissen, Marburg: Schüren 2022 ISBN 978-3741004049

## Dokumentarfilm
Komm mit mir in das Cinema – Die Gregors, Regie: Alice Agneskirchner, Deutschland 2022, 155 Min